# 치머발트 운동

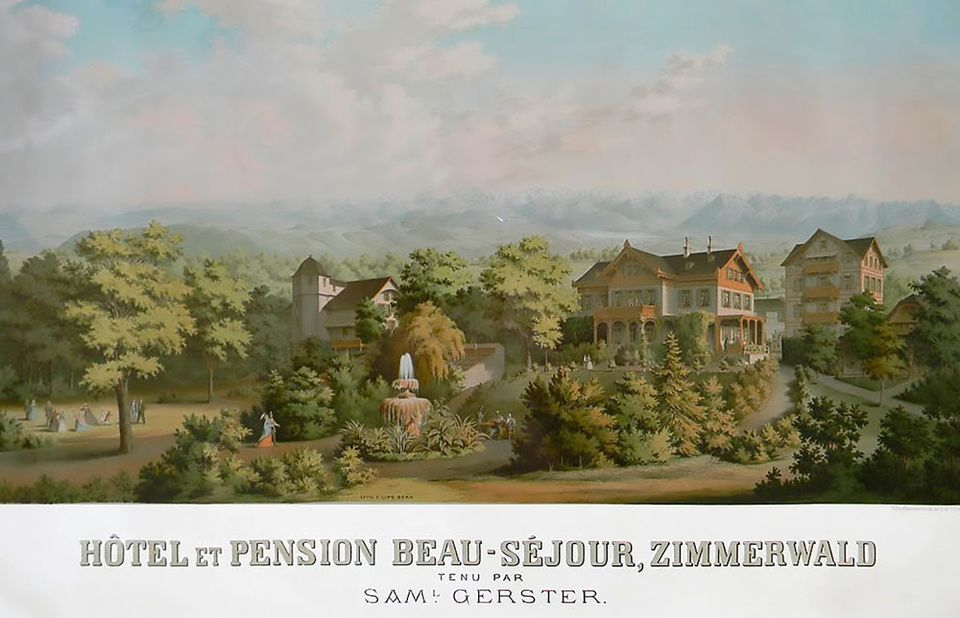

치머발트 운동(독일어: Zimmerwalder Bewegung)은 유럽 사회주의자들의 제1차 세계대전 반전운동이다. 1915년 9월 스위스 치머발트에서 개최된 치머발트 대표자회(독일어: Zimmerwalder Konferenz)를 시작으로, 1916년 4월 키엔탈 대표자회(제2차 치머발트), 1917년 9월 스톡홀름 대표자회(제3차 치머발트)까지 세 차례의 대표자 회담을 거쳐 선언문과 결의안들을 발표했다.
치머발트 운동은 혁명적 사회주의자(소위 "치머발트 좌파")들과 제2인터내셔널의 개량적 사회주의자들의 연합체로 시작되었으며, 양자 사이의 입장이 완전히 틀어져 갈라지는 분수령이기도 했다.